# Chungungo (Chile)
Chungungo es una localidad de Chile con estatus de caleta pesquera ubicada 65 km al norte de la ciudad de La Serena y 24 km de la localidad de La Higuera, capital comunal. Es un pueblo alejado que se caracteriza por su tranquilidad, de familias dedicadas principalmente a la pesca artesanal. Está ubicado cerca de la Isla de Damas, zona resguardada por la Conaf, donde es posible divisar una comunidad de delfines.

## Ubicación
Chungungo está ubicado en la costa entre quebrada Honda y la quebrada Los Choros, todo esto al norte de La Serena.

## Toponimia
Esta caleta debe su nombre al animal marino, similar a la nutria de fino pelaje que habita en sus roqueríos.

## Historia
Chungungo se recuerda por su pasado memorable cuando aún se encontraba activo el mineral de El Tofo, en donde los trenes venían a descargar el hierro al muelle de la “Dársena”, ubicada al oeste de Cruz Grande.
En su apogeo los hogares tenían energía eléctrica gratuita y la movilización se realizaba a través de la micro llamada “Galgo”, la cual realizaba el recorrido desde el pueblo hacia El Tofo, subiendo por el camino estrecho en la quebrada, para luego bajar a la ruta 5 y seguir el recorrido hasta La Serena, en donde hacía el recorrido de vuelta.
El desmantelamiento de las instalaciones sucede en 1978, quedando actualmente solo las ruinas. La escuela y la capitanía de puerto aún se conservan.

### Mineral El Tofo
Se reconoce a la localidad de Chungungo por el mineral de hierro El Tofo. Y por el cercano, pequeño y en desuso campamento de la mina llamado Cruz Grande. De su explotación existen vestigios, que la remontan al periodo Quechua (año 1430 aprox.) debido a sus vetas de oro y plata. Su historia republicana inicia en 1890, cuando pertenecía a los serenenses Félix Vicuña y Eulogio Cerda, luego en 1904 pasar a manos francesas de la Societe desForneaux ET Acieres Du Chile, finalizando en la empresa estadounidense Bethlehem Steel.
En Cruz Grande destaca una dársena mecanizada para el embarque de hierro, obra construida por esta última empresa estadounidense en el año 1915. El puerto consistía en un muelle metálico, y fue allí donde corrió el primer tren eléctrico de Sudamérica, que recorría 24 km.
En 1960 se produce una baja de la demanda internacional de hierro, que provocó la paralización del mineral, pues se convirtió en poco rentable. Para el año 1970 fue nacionalizado, pasando a depender de la Compañía de Acero del Pacífico (CAP), empresa que en aquel entonces pertenecía al estado.
La destrucción y desmantelamiento de muchas de las estructuras portuarias mineras sucedió alrededor de 1978. Algunas instalaciones son actualmente solo ruinas, protegidas por la Gobernación Marítima, autoridad a la que se debe pedir autorización para ingresar. Hoy solo quedan en pie, la Escuela y la Capitanía de Puerto; La Dársena solo se utiliza para el resguardo de los botes de los pescadores de la caleta.

### Cruz Grande

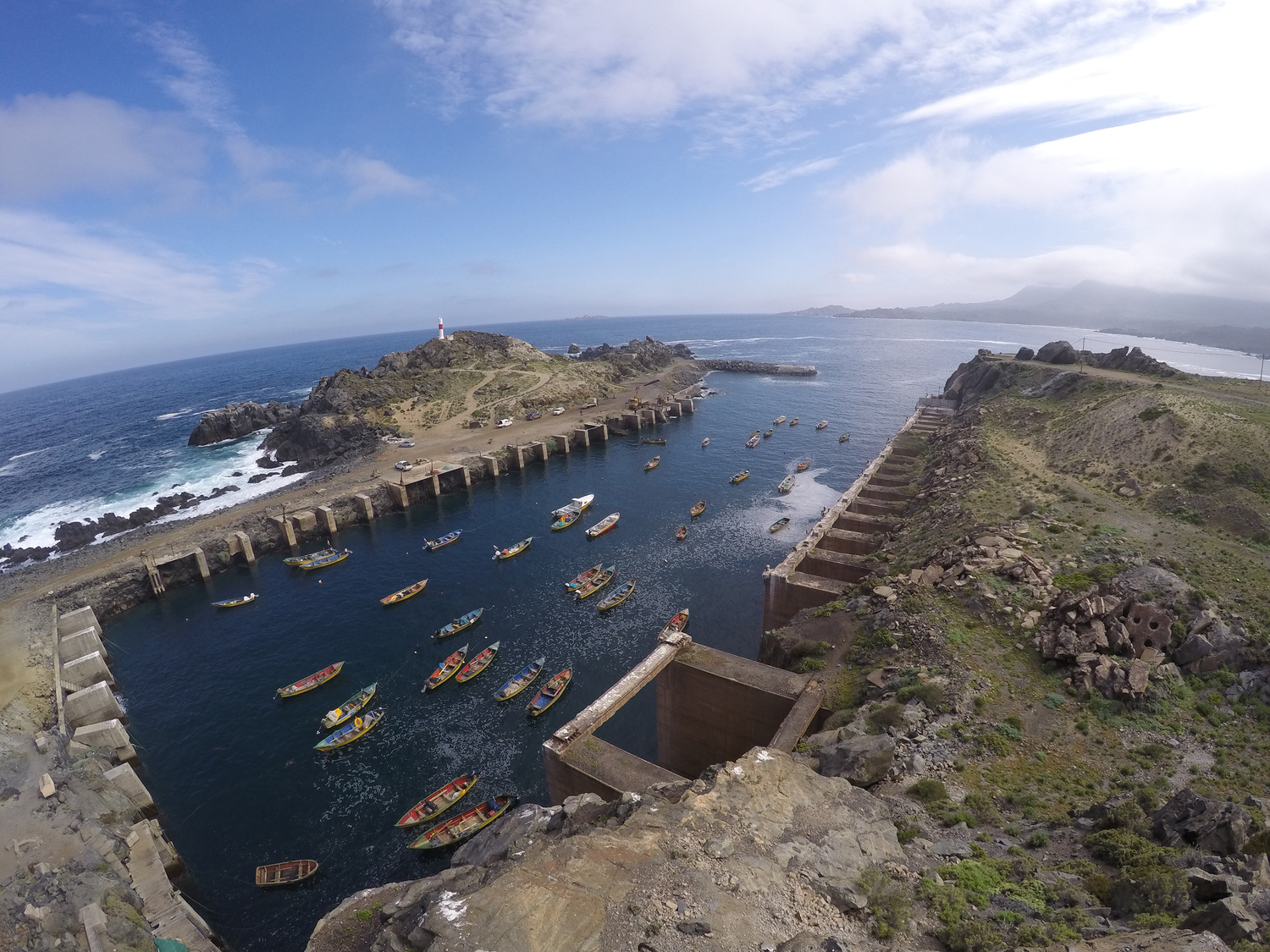
Estado actual de Dársena Cruz Grande

En Cruz Grande se ubicaban las siguientes instalaciones:
- Casa de Fuerza o Central Termoeléctrica
- Teatro
- La Dársena (puerto mecanizado)

## Demografía
Su población alcanza los 373 habitantes distribuidos en 97 familias.

## Clima
El clima de esta zona del país es del tipo semiárido con nublados abundantes, el cual es característico en la costa norte de la región, con nubosidad abundante. Se presentan lloviznas de manera local las cuales cesan después del mediodía para dar paso a cielos despejados.
Las precipitaciones presentan un régimen frontal, con máximos en el invierno (junio, julio y agosto) donde precipita cerca del 80% del total anual. 

## Economía
Su habitantes se dedican principalmente a la pesca artesanal y a actividades relacionadas con el turismo.

## Turismo
- Playa Chungungo Viejo, se ubica al norte de Chungungo, tiene una extensión de 1 km y 100 m de ancho.[7]
- Playa Cruz Grande, ubicada cercana al ex campamento de Cruz Grande, es pequeña de aguas verdes y serenas.[8]

En temporada de verano, la localidad aumenta su población en un 300%.

## Medio ambiente
En 2013, la localidad entra en debate, debido a la posible construcción de la Central termoeléctrica Barrancones en este sector. El pueblo dividido le preocupa las consecuencias que esta podría traer, pero el resto de la población resalta los beneficios y mejoras en el empleo, ya que sus costas están agotadas y escasea el producto del mar.[cita requerida]

## Sustentabilidad

### Proyecto Camanchaca
El Proyecto Camanchaca es un proyecto finalizado cuyo objetivo era captar aguas de las neblinas costeras, para así abastecer del vital elemento a dicho poblado. Sus instalaciones se ubican en el cerro El Tofo a 6 km de distancia de la localidad. Este proyecto surgió por la iniciativa de la Corporación Nacional Forestal (Conaf) y financiado por el Centro de Investigación para el Desarrollo de Canadá (C.I.I.D.).

## Transporte
Esta localidad está ubicada 24 km al noreste de La Higuera, y a 65 km al norte de La Serena (40 km por la ruta 5 norte y 25 km de camino rural cuyo desvío se encuentra en el camino de acceso hacia El Tofo.

## Educación
La localidad cuenta con la Escuela Nº30 de Cruz Grande, que en el auge minero llegó a cobijar a 350 alumnos.
En noviembre de 2014 fue inaugurado el primer Museo Escolar en la región de Coquimbo financiado por el Fondo de Protección Ambiental. El "Museo Escolar Cruz  Grande – Chungungo" pretende fomentar el conocimiento y la enseñanza práctica de la biodiversidad marina costera local y regional, potenciando el cambio de actitud de los escolares y la comunidad hacia el medio ambiente